# Messemé
Messemé är en kommun i departementet Vienne i regionen Nouvelle-Aquitaine i västra Frankrike. Kommunen ligger i kantonen Loudun som tillhör arrondissementet Châtellerault. År 2022 hade Messemé 241 invånare.

## Befolkningsutveckling
Antalet invånare i kommunen Messemé
| Referens: INSEE |